# 夜叉 (韓国のアイドルグループ)
夜叉（ヤシャ、야차）は、1990年代初頭に韓国でアイドル的な人気を得た音楽グループである。当時は"アイドル"という言葉が浸透していなかったため、ダンス歌手と呼ばれていた。所属事務所は、白頭山エンターテインメント。

## 概要
白頭山のメンバーだったユ・ヒョンサンがバンド解散後、プロデューサーに転身。ショービジネスとマネジメントシステムを学ぶために日本を訪問した。韓国へ帰国した後、混成グループの"プンスたち"で活動していたジョ・ジンスを中心に5人のメンバーが集められた。
1989年3月、ユ・ヒョンサンが日本で見た光GENJIの影響を受け、「ローラースケートを履いて踊る」というコンセプトで結成された。
1990年4月、「焦る心<애타는 마음>」という曲でデビュー。人気音楽番組である「KBS若者の行進」に登場し、ローラースケートに乗って歌って踊る華やかなパフォーマンスで女子中高生に大きな人気を得た。1集発表後、メンバーが兵役期間(兵役義務)に入ったため、グループは解散。

## メンバー
- ジョ・ジンス
- キム・ビョンス
- ファン・ヒョンミン
- キム・ヒョンジュン
- キム・グンス

## ディスコグラフィー
- 1集『焦る心』(1990年)[4]

## 出演
- 『KBS若者の行進』(KBS)※番組のオープニングでパフォーマンスを披露していた。

## エピソード
- グループ名やコンセプトは、リーダーだったジョ・ジンスの主張が反映されたものである。釜山出身のジョ・ジンスは幼い頃から日本放送(テレビ番組)を見ながら育ったため、それに関連した影響をかなり多く受けた。夜叉のメンバーとして活動した後、DSPメディアに移籍してZAMという混成グループで活躍した。ZAMは当時、日本文化を禁止(日本大衆文化の流入制限)していた韓国内で違法に複製された日本のダンスグループ・ZOOの舞台映像やビデオテープを見て混成ダンスグループの結成を思いついたという。
- 音楽番組「KBS若者の行進」で同時期に活動していた消防車と共演したことがある[5]。